# Acer thomsonii
Acer thomsonii — вид квіткових рослин із роду клен (Acer).

## Морфологічна характеристика
Це дводомне дерево до 30 метрів заввишки. Кора темно-коричнева чи бура. Гілочки зеленувато-коричневі, шорсткі, голі. Листки опадні: листкові ніжки 5–12 см завдовжки, майже голі; листова пластинка майже округла чи широко-яйцеподібна, 10–15(30) × 8–15(20) см, 3-лопатева; частки короткі, бічні частки загострені на вершині. Суцвіття бічні, повислі, китицеподібні. Чашолистків 5, еліптичні. Пелюсток 5, приблизно довжиною чашолистків. Тичинок 8. Супліддя 10–12 см. Крила довгасті, з горішком 8–12 см; крила розправлені гостро чи прямо. Період цвітіння: квітень; період плодоношення: вересень. 2n = 26.

## Поширення й екологія
Ареал: Бутан, Китай (Тибет, Юньнань), Індія (Ассам, Маніпур, Сіккім), М'янма, Непал, пн. Таїланд. Вид зростає в змішаних лісах на висотах від 1300 до 3000 метрів.

## Використання
Цей вид не використовується.